# Heide Wunder
Heide Wunder (* 27. August 1939 in Rieneck) ist eine deutsche Historikerin. Von 1977 bis 2004 war sie Professorin an der Universität Kassel. Sie gilt als prominente Vertreterin der Geschichte der ländlichen Gesellschaft und der Geschlechtergeschichte im deutschsprachigen Raum. 

## Leben
Heide Wunder studierte Geschichte, Anglistik und Philosophie am Historischen Seminar in Hamburg. 1964 wurde sie promoviert, 1965 legte sie das erste Staatsexamen für das höhere Lehramt ab. Danach war sie wissenschaftliche Mitarbeiterin bei Gerhard Oestreich und Assistentin von Rainer Wohlfeil. 1977 wurde sie als Professorin für Sozial- und Verfassungsgeschichte der Frühen Neuzeit an die Universität Kassel berufen. Seit 2004 ist sie emeritiert. Sie ist verheiratet mit Dieter Wunder und hat eine Tochter.
Zu Wunders Forschungsschwerpunkten gehören insbesondere die Geschichte der ländlichen Gesellschaft, die historische Frauen- und Geschlechterforschung und die historische Anthropologie, wobei sie häufig sozialwissenschaftliche und kulturwissenschaftliche Fragestellungen und Methoden verband und sich dadurch neue Perspektiven eröffnete. Ihre Monographie „Er ist die Sonn’, sie ist der Mond.“ Frauen in der Frühen Neuzeit (1992) erschien zusätzlich in einer englischen Übersetzung. Darin entwickelte Wunder neben vielem anderen auch ihr Konzept des „Arbeitspaares“, dem zufolge in der Frühen Neuzeit die Arbeitswelten der Ehepartner gleichberechtigt nebeneinander standen und sich gegenseitig ergänzten, während die Abwertung der häuslichen und Frauenarbeit erst mit dem Entstehen der bürgerlichen Welt begann.
Wunder forschte über historische und aktuelle Lebensformen auf dem Lande und beschäftigte sich mit der sozialen Mikrohistorie des Dorfes. Ergebnisse dieser Forschungen flossen 1986 in ihr Buch Die bäuerliche Gemeinde in Deutschland ein. Darüber hinaus initiierte und leitete sie mehrere Forschungsprojekte zur Geschichte ländlicher Siedlungen, zuletzt das studentische Lehrforschungsprojekt zur Geschichte des Dorfes Schwebda (a. d. Werra) sowie das interdisziplinäre Forschungsprojekt „Großbetrieb und Landschaft im Wandel der Wirtschaftsweisen. Die hessische Domäne Frankenhausen und ihr Umland im 18. bis 20. Jahrhundert“.
Sie war Mitherausgeberin zweier wissenschaftlicher Reihen (Geschichte und Geschlechter; Historische Studien) sowie der Zeitschrift Historische Anthropologie. Zu ihren Schülerinnen zählen bedeutende Geschlechterforscherinnen, darunter Kerstin Wolff, Michael Maset, Karin Gottschalk, Karen Nolte, Pauline Puppel und Christina Vanja. Ihre deutschlandweit verteilten Doktorandinnen und Doktoranden ("Wunderkinder") lud sie bis zu ihrer Emeritierung jährlich zum gemeinsamen Austausch ein. 
Seit 1998 ist Wunder Mitglied der Historischen Kommission für Hessen.

„Durch ihre Forschungsleistungen zählt Heide Wunder zu den bedeutendsten Vertreterinnen der Geschlechtergeschichte im deutschsprachigen wie im internationalen Raum. Ihre Studien zur Frauen- und Geschlechtergeschichte haben deutlich gemacht, dass ‚gender‘ keine Ideologie ist, sondern eine zentrale Forschungsrichtung, die sich mit der Entstehung, dem Wandel und den Konstruktionsbedingungen von Geschlechterverhältnissen als einer Grundkategorie sozialer Ordnung auseinandersetzt und damit deren Historizität und Gestaltbarkeit unterstreicht.“

## Ehrungen und Auszeichnungen
- 2004 Festschrift zu Ehren ihres 65. Geburtstages.[2]
- 2008 Ehrendoktorwürde der Philosophisch-Historischen Fakultät der Universität Basel.[3]
- 2014 Festschrift zu Ehren ihres 75. Geburtstages.[4]
- 2017 Brüder-Grimm-Preis der Philipps-Universität Marburg.[5]

## Schriften (Auswahl)
- Peter Borowsky, Barbara Vogel, Heide Wunder: Einführung in die Geschichtswissenschaft. Teil 1: Grundprobleme, Arbeitsorganisation, Hilfsmittel. 5., überarb. u. aktualisierte Aufl. Opladen 1989 (= Studienbücher Moderne Geschichte, Bd. 1), ISBN 978-3-531-21310-1.
- Die bäuerliche Gemeinde in Deutschland (= Kleine Vandenhoeck-Reihe. 1483). Vandenhoeck & Ruprecht, Göttingen 1986, ISBN 3-525-33473-7.
- „Er ist die Sonn', sie ist der Mond“. Frauen in der Frühen Neuzeit. C. H. Beck, München 1992, ISBN 3-406-36665-1 (in englischer Sprache: He is the sun, she is the moon. Women in early modern Germany. Translated by Thomas Dunlap. Harvard University Press, Cambridge MA u. a. 1998, ISBN 0-674-38321-4).
- als Herausgeberin mit Christina Vanja: Weiber, Menscher, Frauenzimmer. Frauen in der ländlichen Gesellschaft 1500–1800. Vandenhoeck & Ruprecht, Göttingen 1996, ISBN 3-525-01361-2.
- als Herausgeberin mit Gisela Engel: Geschlechterperspektiven. Forschungen zur Frühen Neuzeit. Helmer, Königstein/Taunus 1998, ISBN 3-89741-004-4.
- als Herausgeberin mit Christina Vanja und Karl-Hermann Wegner: Kassel im 18. Jahrhundert. Residenz und Stadt (= Kasseler Semesterbücher, Studia Cassellana. Bd. 10). Euregio-Verlag, Kassel 2000, ISBN 3-933617-05-7.
- als Herausgeberin: Dynastie und Herrschaftssicherung in der Frühen Neuzeit. Geschlechter und Geschlecht (= Zeitschrift für historische Forschung. Beiheft. 28). Duncker & Humblot, Berlin 2002, ISBN 3-428-10814-0.
- als Herausgeberin mit Christina Vanja und Berthold Hinz: Landgraf Philipp der Großmütige von Hessen und seine Residenz Kassel. Ergebnisse des interdisziplinären Symposiums der Universität Kassel zum 500. Geburtstag des Landgrafen Philipp von Hessen (17. bis 18. Juni 2004) (= Veröffentlichungen der Historischen Kommission für Hessen. Bd. 24, 8 = Quellen und Darstellungen zur Geschichte des Landgrafen Philipp des Großmütigen. Bd. 8). Elwert, Marburg 2004, ISBN 3-7708-1267-0.
- als Herausgeberin mit Eckart Conze und Alexander Jendorff: Adel in Hessen. Herrschaft, Selbstverständnis und Lebensführung vom 15. bis ins 20. Jahrhundert (= Veröffentlichungen der Historischen Kommission für Hessen. Bd. 70). Historische Kommission für Hessen, Marburg 2010, ISBN 978-3-942225-00-7.